# 金玉鉉
金玉鉉（1598年—1642年），字棐臣，號節菴，浙江湖州府德清縣人，明末政治人物。

## 生平
萬曆四十年（1612年）壬子科順天鄉試第九十三名舉人，崇禎七年（1634年）甲戌科三甲第九十三名進士。兵部觀政，授重慶府推官，九年（1636年）丁憂，服闋，十二年（1639年）起為鎮江府推官，調河間府推官，十四年（1641年）升南京工部都水司主事，十五年（1642年）卒於官。

## 家族
曾祖金鸞，鄉飲賓；祖父金聲，贈陝西道監察御史；父金明時，陝西道監察御史。從子金濚。